# 田部美術館
田部美術館（たなべびじゅつかん）は、島根県松江市にある島根県の登録企業博物館。1979年11月3日に開館した。運営は公益財団法人田部美術館。

## 概要
衆議院議員・島根新聞社社長・島根県知事を務めた23代田部長右衛門により、財団法人田部美術館として設立された。設立時に田部長右衛門から寄贈された田部家伝来の茶道関連の美術品がコレクションの核となっている。
館は松江城堀川に沿う美観地区塩見繩手の一角に立地し、通りからは外構えの長屋門しか見えない。門をくぐると1979年に竣工した菊竹清訓設計による本館が現れる。館内には喫茶室があり抹茶の接待を受けることができる。

## 主な所蔵品
- 青井戸茶碗「秋埜」不昧旧蔵
- 大菊棗 原羊遊斎 作
- 「野生」松平不昧 筆
- 面取釜 下間庄兵衛 作
- 布志名色絵林和靖図六角鉢 土屋雲善 作

## 利用情報
- 開館時間 - 9時～16時30分
- 休業日 - 月曜（祝日の場合は開館、臨時休館あり）

## 建築概要
- 設計 - 菊竹清訓
- 竣工 - 1979年
- 構造 - 入母屋造、鋼板葺、2階建
- 所在地 - 〒690-0888 島根県松江市北堀町310-5

## 交通アクセス
- 山陰本線 松江駅から松江レイクラインで18分、「小泉八雲記念館前」バス停下車、徒歩3分
- 山陰本線 松江駅からタクシーで10分
- 山陰自動車道、松江中央インターチェンジまたは松江西インターチェンジから車で約15分

## 周辺
- 松江城
- 小泉八雲旧居
- 小泉八雲記念館
- 武家屋敷
- 明々庵
- 島根大学旧奥谷宿舎（旧制松江高等学校外国人宿舎）